# Yautepec
Yautepec là một đô thị thuộc bang Morelos, México. Năm 2005, dân số của đô thị này là 84513 người.